# Ecce homo (album)
Ecce homo è il primo album in studio del cantautore italiano Andrea Laszlo De Simone, pubblicato nel 2012.

## Descrizione
Ecce Homo è l'album di debutto del cantautore, pubblicato nel 2012. Il disco è stato inizialmente autoprodotto e registrato in modo artigianale tra le mura domestiche, con strumenti essenziali e un approccio empirico. Nato quasi per caso, l’album è stato distribuito inizialmente solo ad amici e conoscenti.
La lavorazione ha successivamente coinvolto il fonico Giuseppe Lo Bue, che ha contribuito a migliorare il suono senza snaturarne l’atmosfera originale. Il risultato è un album con una qualità volutamente compressa e un lavoro approfondito di post-produzione, che ha incluso anche il trasferimento su nastro magnetico per ottenere una resa sonora più calda e autentica.
Il titolo, Ecce Homo, richiama l’opera omonima di Friedrich Nietzsche e riflette il tono esistenziale e introspettivo che pervade l’intero lavoro.

## Tracce
1. I nostri piccoli occhi – 4:16
2. Il buco nero – 2:59
3. La causa delle intenzioni – 3:06
4. È colpa mia – 4:36
5. Good Goodbye – 3:19
6. Perdutamente – 4:38
7. Ecce Homo – 2:15
8. Fossi libero – 2:03
9. Spostamento per inerzia – 3:16
10. In aderenza – 2:59
11. Rassegnati – 3:58
12. Sola – 4:02
13. Senza peso – 3:11
14. Felice – 5:19

Note: